# Hard Rock Hallelujah
"Hard Rock Hallelujah" je pjesma kojom su svojim kontroverznim nastupom, zastrašujućim izgledom, glasom i riječima pjevača Lordija pobijedili 2006. godine na natjecanju Eurovizija. Pri pisanju pjesme Mr. Lordi govorio je o apokalipsi no zamijenio je riječ apocalypse s arockalypse u smislu da će sve biti preplavljeno i vladat će rock.